# Rachael Ray
Pour les articles homonymes, voir Rachael et Ray.
Rachael Domenica Ray, née le 25 août 1968 à Glens Falls, dans l'État de New York, est une responsable et animatrice de télévision américaine. Elle présente le talk show Rachael Ray ainsi que deux autres émissions sur la chaîne de télévision Food Network, 30 Minute Meals et Rachael Ray's Tasty Travels. Ray a également écrit une série de livres de cuisine basés sur le concept de 30 Minute Meals, et a lancé un magasin, Every Day with Rachael Ray, en 2006.

## Biographie
Les parents de la mère de Ray sont originaires de Sicile et les parents de son père sont des Cadiens de Louisiane. Elle est née à Glens Falls, New York, et a grandi à Lake George (État de New York), avec son frère, Emmanuel (Manny), et sa sœur, Maria. Sa famille possède quatre restaurants au Cap Cod, Massachusetts, qui portent le nom de The Carvery. Sa mère a dirigé des restaurants hors de la ville de New York.
Le 24 septembre 2005 à Montalcino, en Toscane (Italie), Ray a épousé John Cusimano, avocat et chanteur principal du groupe de rock The Cringe.
Elle possède des maisons à Lake Luzerne, dans le Comté de Warren (New York), et au Greenwich Village à Manhattan,. Elle parle par ailleurs couramment l'Italien bien qu'il ne s'agisse pas de sa langue maternelle.
Son premier travail fut comme vendeuse chez Macy's à New York, où elle a, par la suite, dirigé le département du Frais. Plus tard, elle a aidé à ouvrir un marché à New York. Quittant la ville de New York, Ray a dirigé le Mister Brown's Pub à The Sagamore, un hôtel célèbre de Lake George. Ensuite, elle est devenue acheteuse chez Cowan & Lobel, un marché gastronome d'Albany. Selon elle, c'est le fait de rencontrer des personnes qui hésitaient à cuisiner qui lui a inspiré le concept de 30 Minute Meals. Elle a commencé à donner des cours de cuisine dans lequel elle montrait aux gens comment faire des repas en trente minutes ou moins. Avec le succès de 30 Minute Meals, WRGB lui a demandé d'apparaître dans un segment hebdomadaire de leurs bulletins d'informations. Avec ses passages dans les radios publiques et la publication de son premier livre, ceci l’a menée à l’émission Today et à son premier contrat avec Food Network en 2001.

## Carrière

### Cuisine
Ray présente des recettes simples qu'elle déclare réalisables en 30 minutes ou moins, bien que les critiques disent que 30 minutes n’est pas un temps suffisant pour que des repas puissent être finalisés.
Ray revendique une influence dans ses recettes de son grand-père maternel sicilien, Emmanuel Scuderi, et de son origine cadienne. Elle utilise des ingrédients tels que les herbes, l'ail et les bouillons de poulet pour augmenter la saveur de ses plats. Elle pense que doser les ingrédients enlève à la cuisine de la créativité et le côté "main à la pâte" et ainsi préfère des approximations tels que la "moitié d'une poignée" ("half a palmful"). Aux critiques de ses techniques de raccourci, Ray répond, « je n'ai aucune formation reconnue. Je n'ai aucune qualification pour les emplois que j’ai eus.» Elle reconnaît également qu'elle ne peut pas cuisiner au four (parce qu'il faut doser les ingrédients), qu'elle ne sait pas faire le café, et qu'elle est connue pour brûler le pain quand elle utilise un grill-pain.
Dans ses programmes télévisés, elle a inventé des lemmes telles que "EVOO" (abréviation de extra-virgin olive oil : huile d'olive extra-vierge), "yum-o", "so delish", "G.B." (bol à ordures Garbage bowl), "Oh my gravy!", "entréetizer" (entrée-sized appetizer), "stoup" (mélange entre soup et stew), et "How good is that?". En 2007, l'Oxford American College Dictionary a annoncé l'ajout de "EVOO", que Ray a aidé à populariser.
Le plateau de 30 Minute Meals comporte une cuisinière Chambers modèle 61C des années 1950 de couleur jaune, connue pour son ouverture par le haut, avec un four bien isolé.
Le 12 novembre 2006, Ray et Mario Batali ont battu l'équipe de Bobby Flay et Giada De Laurentiis dans un épisode du Iron Chef America pendant lequel les canneberges étaient l'ingrédient secret. Le 18 mars 2007, Food Network a entamé la deuxième saison de Chefography avec un épisode sur Rachael Ray, au cours duquel elle a déclaré que « le plus mauvais jour de sa vie » était Iron Chef America, en reconnaissant qu'elle avait été nerveuse plusieurs semaines avant l'évènement.

### Télévision
En 2005, Ray a signé un contrat avec Oprah Winfrey et King World Productions pour présenter un débat télévisé. La première de ce show, appelé Rachael Ray, a eu lieu le 18 septembre 2006. Des apparitions récurrentes dans l'émission The Oprah Winfrey Show ont été utilisés pour entretenir le lancement. L’émission se tourne à New York. Dans l'annonce de syndication, Ray a indiqué, People know me for my love of food, but I have so much more I want to share, les gens me connaissent pour mon amour pour la cuisine, mais il y a tellement plus que je souhaite partager.
Ray a participé à plusieurs émissions, The Oprah Winfrey Show, The View, The Today Show, The Tonight Show with Jay Leno, The Late Show with David Letterman, Late Night with Conan O'Brien, et Larry King Live.
Pour la trente-huitième saison de 1, rue Sésame, Ray est apparue dans un épisode pour présenter pumpernickel comme mot du jour.
Le 12 janvier 2008, la série de télévision Rachael's Vacation a été diffusée en première sur Food Network. L'émission est un documentaire de voyages filmé dans divers pays européens.
En 2008, Ray est devenue la productrice d'une émission de cuisine latine sur Food Network appelé Viva Daisy!. La vedette de cette émission était Daisy Martínez.

### Magazines
En 2003, elle a posé pour le magazine masculin FHM. Un auteur de The New York Times a écrit, "The shots feature Ray in short-shorts with an exposed midriff, licking chocolate off a big wooden spoon, eating a strawberry and sitting in a sink, laughing as suds cascade down her thighs."
Le 25 octobre 2005, Reader's Digest Association a lancé le magazine éponyme, Every Day with Rachael Ray. Le magazine a comporté sept numéros en 2006, et a grimpé jusqu'à dix numéros en 2007.

### Publicité
En novembre 2006, Ray est devenu un porte-parole pour Nabisco. Elle apparaît sur les boîtes de nombreux produits de Nabisco dont certains contiennent les recettes qu'elle a écrites.
En février 2007, WestPoint Home a lancé des draps, des couvertures, et des couvertures de lit conçues par Ray.
En mars 2007, la compagnie Dunkin' Donuts a annoncé que Rachel était son endosseur de célébrité. Dans une campagne promotionnelle, le café de la compagnie y est décris comme "fantabulous".
En mai 2007, les recettes de Ray ont été rendues disponibles via le téléphones mobiles de AT&T par "Rachael Ray Recipes on the Run".

## Récompenses et reconnaissance
- 2004, #92 sur "FHM-U.S.'s 100 Sexiest Women 2004"  les 100 femmes les plus sexy de 2004 par FHM-U.S.
- 2006, #71 sur "FHM-U.S.'s 100 Sexiest Women 2006"
- 2006, 30 Minute Meals a reçu un Prix de Daytime Emmy.
- 2006, appelé classé numéro 1 des 10 personnes les plus influentes sur le Magazine Time 100. Elle a été nommée par la star de Food Network Mario Batali[17].
- 2006, selon le magazine Forbes, Ray a gagné environ 6 millions $ entre juin 2005 -  juin 2006[18] de ses livres et ses programmes télévisés (à l'exclusion de sa nouvelle série, Rachael Ray).
- 2007, nommée pour un Prix de Daytime Emmy, pour Meilleur présentateur d'une émission-débat.
- En avril 2007, Ray a lancé une charité, "The Yum-O! Organization"avec l'aide de Bill Clinton, pour aider des enfants à manger plus sain[19].
- En juin 2008, l'émission The Rachael Ray Show a reçu un Prix de Daytime Emmy pour Meilleure émission d'entretien/divertissement.
- En juin 2008, selon Forbes, Ray a gagné environ $18 millions entre juin 2007 -  juin 2008[20].
- En juin 2009, selon Forbes, Ray a gagné environ $15 millions à la fin de l’année fin et juin 2009, aussi bien elle a été la soixante-dix-neuvième célébrité la plus puissante dans le monde[21].

## Travail de charité
Son organisme de charité sans but lucratif, "Yum-O organization", lancée en 2006, a pour objectifs d’aider des enfants et des familles à développer un rapport sain avec la nourriture. L'organisme les initie à la cuisine, aide à combattre la faim des enfants aux États-Unis, et réunit de l'argent pour des programmes éducatifs et des bourses.

## Sources
- (en) Cet article est partiellement ou en totalité issu de l’article de Wikipédia en anglais intitulé « Rachael Ray » (voir la liste des auteurs).